# 錫嫩代
10°20′41″N 2°22′45″E / 10.34472°N 2.37917°E

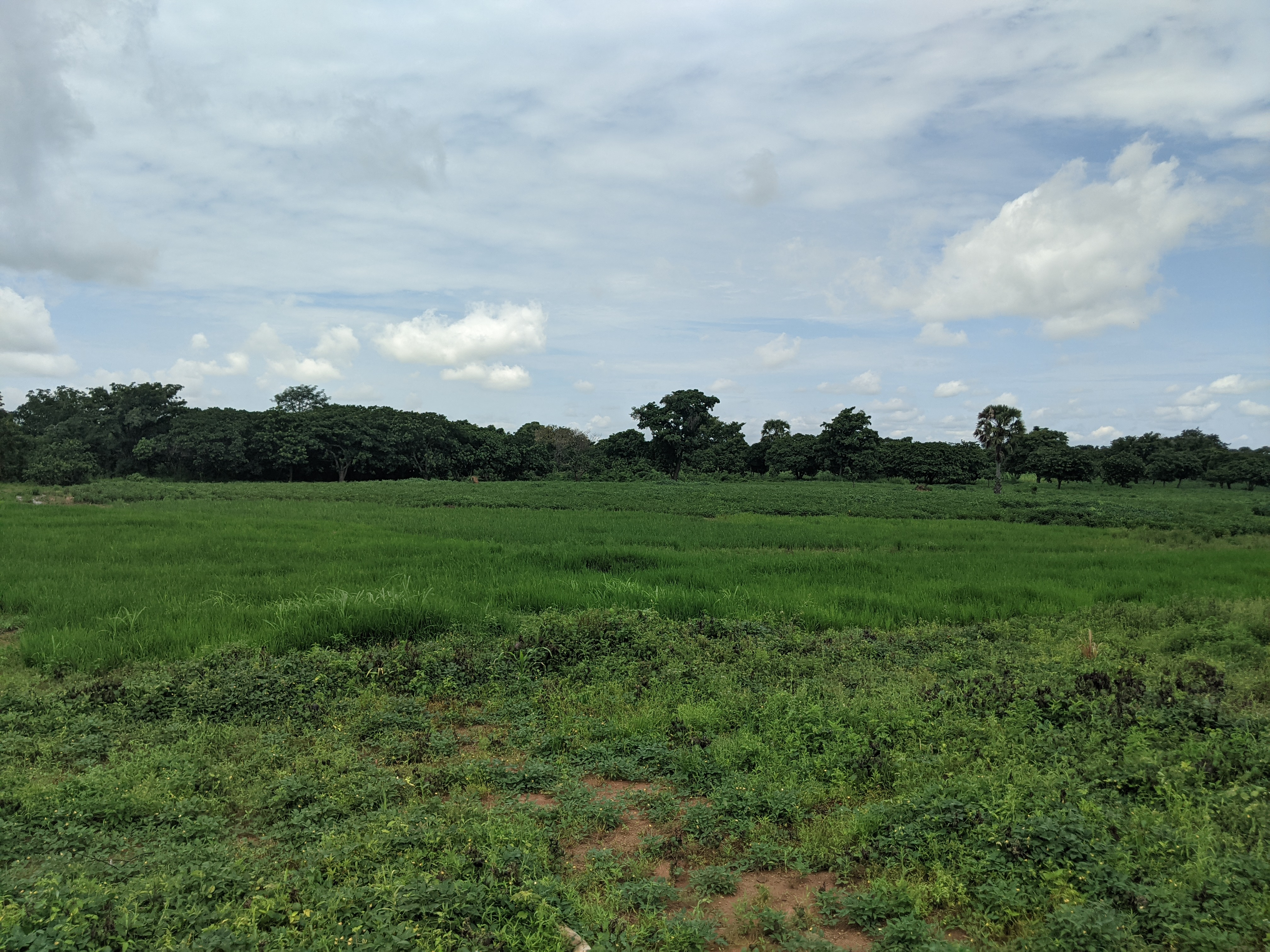
錫嫩代

錫嫩代（法語：Sinendé）是貝寧的一个城鎮，位於該國東北部，由博爾古省負責管轄，面積2,289平方公里，海拔高度361米，2013年該城鎮人口91,672，人口密度每平方公里40人。